# Mp3tag
Mp3tagは多くのマルチメディアファイルフォーマットに対応したタグ（メタデータ）編集ソフトウェア、シノニム（異音同義語）として、タグエディタ、オーディオ・タガー、ミュージック・タガーとも呼ばれている。ドイツ人の Florian Heidenreich によって、フリーウェアであると同時にドネーションウェアとして開発されているプロプライエタリ・ソフトウェアである。日本語を含む複数の言語に対応しておりWindowsで動作する。
現在、無料で提供・公開されているが、維持管理目的の寄付やウィッシュリストからの音楽CDの提供を歓迎している。ドネーションウェア。

## 対応マルチメディアファイルフォーマット
カッコ内は開くことのできる拡張子。ピリオドも併記。
- Advanced Audio Coding (.aac)
- Free Lossless Audio Codec (.flac)
- Monkey's Audio (.ape)
- MPEG Audio Layer-3 (.mp3)
- MPEG-4 (.mp4/m4a/m4b) iTunes互換方式
- Musepack (.mpc)
- Ogg (.ogg)
- OptimFROG
- OptimFROG DualStream
- Speex (.spx)
- Tom's lossless Audio Kompressor (.tak)
- The True Audio (.tta)
- Advanced Systems Format (.wma)
- WavPack (.wv)
- IETF Opus (.opus)

公に明言されていないだけでこの他にも編集可能なフォーマットが存在する。
例えばMPEG-4フォーマットの関連フォーマットである3GPPおよび3GPP2フォーマット (.3gp/3g2) やQuickTimeフォーマット (.mov) は拡張子を (.mp4) に一時的に変更することでiTunes互換のタグが書き込める。
便宜的につくられた (.m4v) という拡張子をもつMPEG-4フォーマットファイルやiTunes Storeで旧来販売されたデジタル著作権管理された各種マルチメディアファイル (.m4p) も同様である。
また動画部が含まれるAdvanced Systems Format フォーマット (.wmv) の場合も一時的に拡張子を (.wma) に変更することでタグの編集が可能である。

## 主な特徴及び機能
- タグ編集のバッチ処理
- 一度に複数のファイルにID3v1.1、ID3v2.3、ID3v2.4、iTunes互換、Windows Media、APEv2、Vorbis Commentsの中から任意及び適当なタグ方式の書込
- Unicode のサポート
- アルバムのカバーアートの埋込
- プレイリストの自動作成
- ユーザー定義のフィールドマッピング
- 複数のファイルからタグの一部もしくはすべての削除
- タグ情報に基づくファイル名の変更
- タグ情報を編集してもタイムスタンプを更新せずに保持したままにするオプションがある
- ファイル名から任意のフィールドにタグを書込
- テキストファイルから任意のフィールドにタグをインポートおよび書込
- タグとファイル名の初期化
- タグやファイル名から文字や単語を置換
- 正規表現をサポート
- ユーザー定義のフォーマットにタグ情報をエクスポート及び出力（例: HTML、RTF、CSV、XML、テキストフォーマット）
- 外部のオンラインデータベースからタグ情報を取得
- ローカルのfreedbデータベースからタグ情報を取得
- ISO-8859-1及びUTF-16によるID3v2.3をサポート
- UTF-8によるID3v2.4 をサポート

## iTunes互換タグフィールドマッピング
以下に日本語版iTunesから参照されるタグフィールドとMp3tagでのタグフィールドの関係を表にまとめる。
なお他のタグエディタとは同じものもあれば違うものもあり、タグエディタを複数使用する際は該当タグエディタの振る舞いの確認が必要である。
参考程度にiTunes及びMp3tagでは編集できないがiTunes Storeで購入したコンテンツに付与される情報も併記する。

### MPEG-4フォーマット
| iTunes                       | FourCC   | Mp3Tag               |
| ---------------------------- | -------- | -------------------- |
| タイトル                     | ©nam     | TITLE                |
| タイトル（読み）             | sonm     | TITLESORT            |
| アルバム                     | ©alb     | ALBUM                |
| アルバム（読み）             | soal     | ALBUMSORT            |
| アーティスト                 | ©ART     | ARTIST               |
| アーティスト（読み）         | soar     | ARTISTSORT           |
| アルバムアーティスト         | aART     | ALBUMARTIST          |
| アルバムアーティスト（読み） | soaa     | ALBUMARTISTSORT      |
| 作曲者                       | ©wrt     | COMPOSER             |
| 作曲者（読み）               | soco     | COMPOSERSORT         |
| グループ                     | ©grp     | CONTENTGROUP         |
| コメント                     | ©cmt     | COMMENT              |
| ユーザ定義ジャンル           | ©gen     | GENRE                |
| リリース日（年）             | ©day     | YEAR                 |
| トラックナンバー             | trkn     | TRACK/TOTALTARCK     |
| ディスクナンバー             | disk     | DISCNUMBER/TOTALDISC |
| テンポ（BPM）                | tmpo     | BPM                  |
| コンピレーションの明示       | cpil     | COMPILATION          |
| 歌詞                         | ©lyr     | UNSYNCEDLYRICS       |
| 権利元                       | cprt     | COPYRIGHT            |
| 購入日                       | purd     | ITUNESPURCHASEDATE   |
| メディアの種類の明示         | stik     | ITUNESMEDIATYPE      |
| ギャップレスコンテンツの明示 | pgap     | ITUNESGAPLESS        |
| ビデオ解像度の明示           | hdtv     | ITUNESHDVIDEO        |
| 保護者のためのレートの明示   | rtng     | ITUNESADVISORY       |
| Podcastであることを明示      | pcst     | PODCAST              |
| Podcastカテゴリ              | catg     | PODCASTCATEGORY      |
| Podcastキーワード            | keyw     | 編集不可             |
| Podcast URL                  | purl     | PODCASTURL           |
| PodcastエピソードユニークID  | egid     | PODCASTID            |
| 番組                         | tvsh     | TVSHOW               |
| 番組（読み）                 | sosn     | TVSHOWSORT           |
| エピソード                   | tves     | TVEPISODE            |
| エピソードID                 | tven     | TVEPISODEID          |
| 放送局                       | tvnn     | TVNETWORK            |
| シーズン                     | tvsn     | TVSEASON             |
| 説明                         | desc     | DESCRIPTION          |
| プレイバック情報             | iTunSMPB | ITUNSMPB             |
| ノーマライズ情報             | iTunNORM | ITUNNORM             |
| コンテンツ識別子             | cnID     | ITUNESCATALOGID      |
| プレイリスト/アルバム 識別子 | plID     | 編集不可             |
| ジャンル識別子               | geID     | 編集不可             |
| アーティスト識別子           | atID     | 編集不可             |
| アカウントの種類             | akID     | 編集不可             |
| ストアの国                   | sfID     | 編集不可             |
| アカウント情報               | apID     | ITUNESACCOUNT        |

### MPEG Audio Layer-3 フォーマット
| iTunes                       | ID3v2.3 | Mp3Tag           |
| ---------------------------- | ------- | ---------------- |
| タイトル                     | TIT2    | TITLE            |
| タイトル（読み）             | TSOT    | TITLESORT        |
| アルバム                     | TALB    | ALBUM            |
| アルバム（読み）             | TSOA    | ALBUMSORT        |
| アーティスト                 | TPE1    | ARTIST           |
| アーティスト（読み）         | TSOP    | ARTISTSORT       |
| アルバムアーティスト         | TPE2    | ALBUMARTIST      |
| アルバムアーティスト（読み） | TSO2    | ALBUMARTISTSORT  |
| 作曲者                       | TCOM    | COMPOSER         |
| 作曲者（読み）               | TSOC    | COMPOSERSORT     |
| グループ                     | TIT1    | CONTENTGROUP     |
| コメント                     | COMM    | COMMENT          |
| ユーザ定義ジャンル           | TCON    | GENRE            |
| リリース日                   | TDRL    | RELEASETIME      |
| リリース年                   | TYER    | YEAR             |
| トラックナンバー             | TRCK    | TRACK            |
| ディスクナンバー             | TPOS    | DISCNUMBER       |
| テンポ（BPM）                | TBPM    | BPM              |
| コンピレーションの明示       |         | COMPILATION      |
| 歌詞                         | USLT    | UNSYNCEDLYRICS   |
| 権利元                       | TCOP    | COPYRIGHT        |
| 説明                         |         | SUBTITLE         |
| プレイバック情報             |         | COMMENT ITUNSMPB |
| ノーマライズ情報             |         | COMMENT ITUNNORM |

## 関連ソフトウェア
- EasyTag
- MusicBrainz